# Ateniada
Ateniada (gr. Athenias) – imię żeńskie pochodzenia greckiego. Oznacza: "przynależna do Ateny". Wariant Atenaidy.